# Archem
Archem (52° 29′ N, 6° 26′ L) é uma vila dos Países Baixos, na província de Overijssel. Archem pertence ao município de Ommen, e está situada a 20 km, a noroeste de Almelo.
A área de Archem, que também inclui as partes periféricas da cidade, bem como a zona rural circundante, tem uma população estimada em 90 habitantes.